# تاپرور

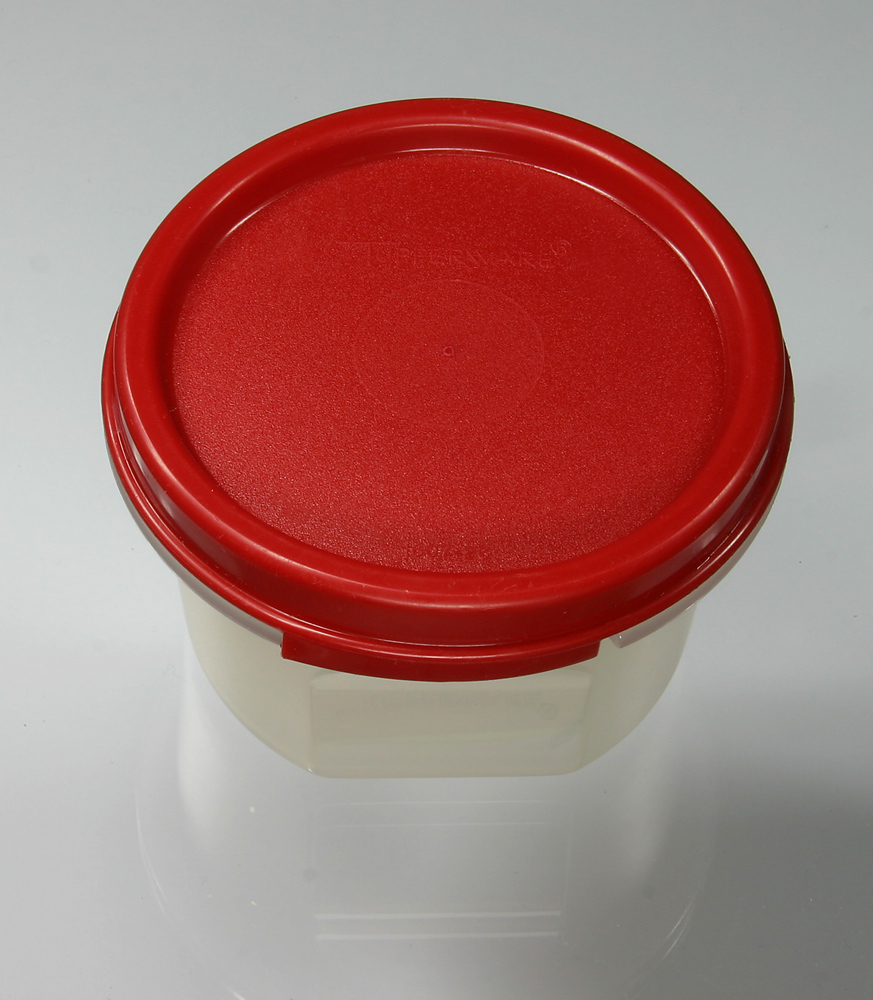
جعبه پلاستیکی تاپرور.

تاپرور (به انگلیسی: Tupperware) از شرکت‌های چندملیتی است که ظروف پلاستیکی در دار تهیه می‌کند.

## تاریخچه
شرکت تاپرور در سال ۱۹۶۴در ماساچوست توسط مهندس آمریکایی ارل تاپر تأسیس شد. او ابتدا فروش خود را در خانه‌ها آغاز کرد. در سال ۱۹۵۸ کمپانی خود را به مبلغ شانزده میلیون دلار فروخت. در سال ۲۰۰۵ شرکت تاپرورنام محصول خود را به مارک تاپرور (تاپرور برند) تغییر دارد تا بدین طریق تنوع رو به افزایش شرکت را منعکس کند.
ده سال بعد از آغاز کار شرکت در آمریکا، تاپرور به اروپا هم وارد شد و سپس از اواخر دهه شصت میلادی وارد بازارهای آفریقا و آمریکای لاتین شد. در حال حاضر تاپرور در ۱۰۰ کشور به فروش می‌رسد.